# Bob Driessen
Bob Driessen (* 1947) ist ein niederländischer Saxophonist (Altsaxophon, Baritonsaxophon, Klarinette), der im Bereich des Jazz und der Neuen Musik hervorgetreten ist.
Driessen begann mit 19 Jahren Saxophon zu spielen. Bald darauf wurde er Berufsmusiker und spielte zunächst im Quintett mit Rob Verdurmen. Willem Breuker rekrutierte ihn für das Orkest De Volharding, in dem er als Gründungsmitglied mehr als 30 Jahre tätig war und zahlreiche Werke der Neuen Musik, etwa von Louis Andriessen, Julia Wolfe oder Steve Martland, aufführte. Er gehörte auch zur Bigband De Boventoon, die Werke von Breuker und Herman de Wit interpretierte. Als Mitglied des Willem Breuker Kollektief tourte er von 1974 bis 1982 in Europa und spielte zahlreiche Alben ein. Aktuell tritt er mit seinem eigenen Quartett, aber auch in Jam-Sessions im friesländischen Pingjum, auf. Als Solist war er auch an der Aufführung der Zeeland Suite von Leo Cuypers beteiligt und gehörte zeitweilig (1986) zum Klarinettenquartett Cl-4.
Driessen leitet überdies das Orquesta Astor, das sich auf Tango Nuevo spezialisiert hat und für das er auch arrangiert. Seit 1981 komponierte er für Musiktheater und Kunstprojekte im friesischen Wattenmeer, die die Stiftung Nieuw Atlantis durchführte, die er mit seiner Frau, der Theatermacherin Gerda Holzhaus, gründete.